# 토마토
토마토(문화어: 도마도, 일년감, 영어: Tomato)는 가지목 가지과의 식물, 또는 그 열매를 말한다. 라틴아메리카가 원산지인 한해살이풀로, 키는 1~3m에 노란색 꽃이 핀다. 열매는 라이코펜에 의해 붉은색을 띠며 식용 목적으로 이용된다.

## 명칭과 어원
영어 Tomato 와 스페인어  tomate는 아즈텍어 tomatl에서 유래되었으며, '이탈리아어 뽀모도로(pomodoro); 황금 사과'라는 뜻인데, 이는 그리스 신화 중 헤스페리데스 동산에서 자란다는 바로 그 황금 사과를 말했던 것이라고 추측된다.
이는 '토마토의 원산지 남아메리카'를 '에덴 동산이 있던 곳이라고 믿었던 것과도 관련이 있다.
나무에서 자라지 않는 일년생 채소라는 의미에서  일년감(一年감)이라고도 불리며, 한자명으로 남만시로도 알려져 있다.

## 역사
앤드류 스미스의 저서 《아메리카의 토마토》에 따르면 토마토는 남아메리카 서쪽 해안의 고산지대에서 유래한 것으로 여겨진다. 스미스는 스페인 사람들이 도착하기 전에는 토마토가 재배되었거나 식용으로 사용된 증거가 없다고 지적한다.
많은 원예학적 지식들이 유럽인들의 도래 이후 사라졌다.
어쨌든 토마토는 중앙아메리카로 이주하게 되었다. 그 지역의 마야와 다른 민족들은 이 과일을 요리에 사용하였다. 16세기에 이르면 토마토는 남부 멕시코와 여타 지역에서 재배되고 있었다. 푸에블로들은 토마토의 씨를 섭취하는 것이 예지의 능력을 가져다 준다고 믿었다. 부드럽고 작은 토마토의 돌연변이인 크고 덩어리진 토마토는 중앙아메리카에서 유래했고 널리 재배되었다. 스미스는 이러한 다양함이 현재 재배되고 있는 토마토의 직접 조상이라고 기술하고 있다.
토마토가 맨드레이크와 닮았다는 이유와 토마토의 원산지 남아메리카가 에덴동산이며 선악과가 바로 토마토라는 인식이 더해져 최소한 150년간 기독교도들에게 냉대를 받아오다가, 1700년대 초반에 이르러서야 비로소 인정을 받기 시작했다. 특히 이탈리아에서는 토마토를 퓌레로 만들어 요리의 재료로 쓰거나 다른 음식에 소스로 곁들여 내가기도 했다. 그리고 스페인에서는 매년 토마토 축제를 벌이고 있다. 하지만 서구의 다른 지역에서는 미친다고 주장을 한다. 또 미국인들 가운데에는 너무 꺼림칙하게 생겨서 못 먹겠다는 이들도 많았다. 심지어 토마토를 먹으면 죽는다는 미신도 있어서 1820년에 뉴저지주의 존슨 대령이 수많은 사람들 앞에서 24kg에 이르는 토마토를 한꺼번에 먹고 살아있음을 증명하면서 미신이 허구임을 증명하기도 했다. 현재는 세계에서 가장 널리 생산되는 작물 중 하나로, 스페인뿐만 아니라 터키, 베트남 등 세계 여러나라에서 생산 및 수출을 하고 있다.

### 한반도로의 전래
《지봉유설》(1614)에 이런 기록이 있다. “남만시(南蠻柿)는 풀에서 나는 감으로 봄에 심어 가을에 열매맺는다. 맛은 감과 비슷하다. 남만에서 온 것으로 사신이 중국과 조선에 종자를 가져왔다.”(南蠻柿者。草柿也。春生秋實。其味似柿。本出南蠻。近有一使臣得種於中朝以來。亦異果也。)

## 영양
토마토는 파란 것보다 빨간 것이 건강에 더 유익하므로 완전히 빨갛게 익혀 먹는 것이 좋다. 빨간 토마토에는 라이코펜이 많이 들어 있으나 그냥 먹으면 체내 흡수율이 떨어지므로 열을 가해 조리해서 먹는 것이 좋다. 열을 가하면 라이코펜이 토마토 세포벽 밖으로 빠져나와 우리 몸에 잘 흡수된다. 예를 들면, 토마토 소스에 들어 있는 라이코펜의 흡수율은 생토마토의 5배에 달한다.

## 쓰임
- 스파게티 소스
- 토마토 케첩
- 토마토 페이스트
- 녹 제거

## 요리
- 토마토 스파게티
- 토마토 스프
- 토마토 카레

## 효용
조리법에 따라서 영양학적으로 유리하기도, 불리하기도 하다. 특히, 설탕과 곁들이는 경우, 비타민 B1의 손실이 크므로 곁들이지 않는 것이 좋다고 하는 것을 볼 수  있으나 감미료를 넣는 것을 흔히 볼 수 있다.
건조하거나 통조림 형태로 가공하는 과정을 거쳐 맛을 더해 사용한다.

## 종류
- 코르뉘 데 장드(cornue des Andes)
- 대추 방울 토마토 (datterino pour cocktail)
- 대추 토마토 (tomate longue claire)
- 산 마르자노 (san marzano)
- 노랑 대추 토마토 (téton de Vénus jaune)
- 쾨르 드 뵈프 (cœur de bœuf)
- 블랙 러시안 (black russia)
- 바나나 토마토 (banane lex)
- 블랙 체리 토마토 (tomate cerise noire)
- 그린 체리 토마토 (tomate cerise verte)
- 그린 토마토 (tomate verte mûre)
- 방울 토마토 (cherry tomato)

## 논란

### 과일인가 채소인가
식물학적으로 토마토의 열매는 개화식물의 씨방이 발달한 것이다. 이에 따르면 토마토의 열매를 과일로 볼 수 있다. 하지만 서양에서는 식사의 주 요리에 쓰이기 때문에 채소로 볼 수 있다. 1887년 미국에서 과일에는 붙지 않고 채소에만 세금을 붙이는 관세법이 통과됨에 따라 이 문제가 중요한 법적 문제가 되었다. 1893년 미국 연방 대법원은 토마토가 저녁 식사에는 나오지만 후식으로는 나오지 않는다 하여 토마토를 채소로 판결했다.(닉스 대 헤든(Nix v. Hedden)사건)

### 과일
목본성 식물의 씨방이 발달한 식용열매를 과일이라 한다.

### 채소
초본성 식물의 씨방이 발달한 식용열매를 채소로 분류한다.

### 과일
대한민국에서는 토마토를 식사와는 별도로 먹는 경우가 많으므로 일상적으로는 야채(채소)보다는 과일에 가깝게 인식된다.

### 맨드레이크와의 관계
토마토와 맨드레이크는 가지과 식물이며 선명한 붉은색이나 노란색 열매를 맺는다는 공통점이 있지만, 최면성의 토마토를 생산하기 위해 이 둘을 같이 번식시켜 본 결과 현재는 두 식물이 서로 다르다는 사실이 드러났다.

## 성분
토마토의 성분들은 영양소가 골고루 함유되어있어  서양 속담에 “토마토가 빨갛게 익으면 의사 얼굴이 파랗게 된다”는 말이 있을 정도이다. 그러나 한편으로는 가지과에 속하는 종들이 갖는 씨의 성분인 솔라닌(Solanine)성분도 유의해야할 필요가 있다.

## 같이 보기
- 방울토마토
- 한국토마토생산자협회
- 오이